# The Red Light District
Pour les articles homonymes, voir Red Light District.
Albums de Ludacris
Chicken-n-Beer
(2004) Release Therapy
(2006)
Singles
1. Get Back
Sortie : 9 novembre 2004
2. Number One Spot
Sortie : 15 février 2005
3. The Potion
Sortie : 2005
4. Pimpin' All Over the World
Sortie : 14 juin 2005

The Red Light District est le cinquième album studio de Ludacris, sorti le 7 décembre 2004.

## Liste des titres
| No  | Titre                                              | Contient un (des) sample(s) de                                                                                            | Durée |
| --- | -------------------------------------------------- | --- | ----- |
| 1.  | Intro                                              | | 1:25  |
| 2.  | Number One Spot                                    | Soul Bossa Nova de Quincy Jones                                                                                           | 4:34  |
| 3.  | Get Back                                           | Fuck You Tonight de The Notorious B.I.G. featuring R. Kelly                                                               | 4:30  |
| 4.  | Put Your Money (featuring DMX)                     | | 4:13  |
| 5.  | Blueberry Yum Yum (featuring Sleepy Brown)         | | 3:55  |
| 6.  | Child of the Night (featuring Nate Dogg)           | Portuguese Love de Teena Marie                                                                                            | 5:01  |
| 7.  | The Potion                                         | Pick a Bale of Cotton de Leadbelly                                                                                        | 3:54  |
| 8.  | Pass Out                                           | | 4:21  |
| 9.  | Skit                                               | | 0:55  |
| 10. | Spur of the Moment (featuring DJ Quik et Kimmi J.) | | 4:15  |
| 11. | Who Not Me (featuring Small World & Dolla Boy)     | Human Beat Box des Fat Boys                                                                                               | 4:56  |
| 12. | Large Amounts                                      | You've Got to Pick a Pocket or Two de Clive Revill                                                                        | 4:33  |
| 13. | Pimpin' All Over the World (featuring Bobby V)     | | 5:29  |
| 14. | Two Miles an Hour                                  | Little Child Runnin Wild de Curtis Mayfield Funky Drummer de James Brown Summertime de DJ Jazzy Jeff and The Fresh Prince | 4:45  |
| 15. | Hopeless (featuring Trick Daddy)                   | | 5:05  |
| 16. | Virgo (featuring Nas et Doug E. Fresh)             | | 3:31  |

| 17. | Get Back (Rock Version) (featuring Sum 41) | 4:13 |

## Classement
| Classement                       | Peak position |
| -------------------------------- | ------------- |
| Billboard 200                    | 1             |
| Billboard Top R&B/Hip-Hop Albums | 1             |
| Billboard Top Rap Albums         | 1             |